# Hexagon (software)
Hexagon este un program de modelare 3D subdivizionată deținut de DAZ 3D. Inițial, a fost creat și publicat de Eovia apoi a fost cumpărat, cu puțin înainte de lansarea versiunii 2.0, de DAZ în 2006. Programul se baza pe celălalt modelator de la Eovia, Amapi, având aceiași dezvoltatori, dar lipsindu-i NURBs-ul și uneltele de măsurat cu precizie. Obiectivul principal al programului deste modelarea subdivizionată, dar include și unelte de Spline și surface. Din cauza celor 2 funcții neimplementate, nu este prea bine echipat pentru a produce designuri ca Amapi, fiind mai bun pentru modelarea personajelor, dar interfața este mai accesibilă pentru cei noi în lucrul în 3D.
În Versiunea 2.0 au fost adăugate și maparea UV și o serie de unelte pentru desenare, deși acestea sunt cam bazice și nu includ layere. De asemenea, a fost adăugată optiunea de a desena în displacement - sau "sculptare 3D", care face Hexagon bine echipat pentru modelarea organică. Toate acestea pot fi previzualizate, direct din Hexagon, prin noua funcție de iluminare Ambient Occlusion.
Hexagon continuă să fie dezvoltat de DAZ, versiunea 2.2 fiind lansată în Iunie 2007, iar 2.5 în Martie 2008.

## Adrese externe
- Hexagon